# ويلي ليمكي
ويلفريد "ويلي" ليمكي (19 أغسطس 1946 - 12 أغسطس 2024)، هو سياسي ألماني، لكنه اشتهر اكثر في عالم كرة القدم، من عام 1981 إلى عام 1999 كان مديرًا لنادي كرة القدم الألماني فيردر بريمن، ثم شغل لاحقًا منصب رئيس مجلس الإشراف عليه. من عام 1999 إلى عام 2008 كان عضوًا في مجلس الشيوخ للتعليم والعلوم وعضوًا في مجلس الشيوخ للشؤون الداخلية والرياضة في مدينة بريمن الهانزية الحرة، وبعد ذلك عمل كمستشار خاص للأمين العام للأمم المتحدة للرياضة في خدمة السلام والتنمية منذ عام 2008 إلى 2016.